# Contraparte central
La contraparte central es una organización dedicada a la compensación y liquidación de activos financieros, generalmente instrumentos financieros, que opera en las bolsas de comercio y en los mercados fuera de ella. Tiene la función de garantizar el cumplimiento de las obligaciones entre las partes, disminuir el riesgo de contraparte y el riesgo sistémico de las operaciones en la bolsa. También administra el sistema de compensación y suministra información acerca de las operaciones abiertas para su liquidación financiera.
Se trata de un servicio financiero organizado por una sociedad, que comúnmente es una bolsa de comercio o una sociedad externa, a la que se le aplican por ley requisitos mínimos para constituirse y operar. En la mayoría de los países son las bolsas de comercio quienes integran en su totalidad las sociedades administradoras de las contrapartes centrales que operan en ella.

## Funcionamiento
Para poder operar en un mercado organizado o bolsa de comercio, y según el tipo de instrumento financiero, es necesario para las partes firmar un contrato de prestación de servicios financieros con una contraparte central, contrato que es proporcionado por la bolsa de comercio como condiciones generales para la contratación. Este requisito también puede exigirse por la ley o como una cláusula contractual cuando las partes operen fuera de la bolsa. 
Las condiciones requeridas por la contraparte central se centran en la solvencia de las partes y en la constitución de una garantía que cubra en su totalidad todas las obligaciones que emanarán de la operación. Para ello las partes deberán depositar o transferir el monto determinado por intermedio de un corredor o agente de valores a la contraparte central. 
En el momento de la compensación de instrumentos financieros, la contraparte o cámara, media entre el comprador y el vendedor constituyéndose como contrapartida para cada una de las partes, definiendo los requisitos para la operación. La contraparte se constituye como acreedora y deudora de cada una las partes, debiendo estas últimas cumplir con las obligaciones impuestas en el contrato de prestación de servicios financieros. 
Finalmente, al liquidar los instrumentos financieros la contraparte o cámara de compensación comprueba que la transacción de valores o capital se haya realizado correctamente por las partes, en caso contrario, deberá cubrir la operación con las garantías enteradas por las partes antes de contratar.